# Порай-Кошиці
Порай-Кошиці — українсько-білорусько-польський шляхетський рід. 

## Походження
Згідно з сімейною легендою Порай-Кошиці вважали засновником роду Никифора Кошиця. Він походив із Сардинського королівства в Італії (із Косціна), що прибув до Литви в часи князя Вітовта (1392–1430). Згідно з іншою легендою рід походить від одного з кіннотників-патриціїв Розін-Розінус, що перейшов з Італії до богемського володаря Чеха і заснував у Чехії рід Розенбергів. Один з представників цього роду Розінів – Славник мав сім синів від дочки князя Болеслава І.
Але першим документально відомим представником роду був Іван Кошиць гербу Порай, що мешкав в XVI ст. в Великому князівстві Литовському, Руському, Жематійському.
Серед визначних представників роду багато священників, військових, медиків, музичних і театральних діячів. Нащадки роду мешкають сьогодні як в Україні, так і закордоном (зокрема в Росії і США). Частина послуговується прізвищем Кошиць, інша з придатком Порай-Кошиць.

## Родовідна схема
Іван Кошиць (*1560 — †?) — власник Виступовичів в Овруцькому повіті Київського воєводства, і частково Великого Села в Ошмянському повіті Мінського воєводства
- Станіслав (*1590 — †1665) — поручик гусарського полку. В 1665 році відписав Велике Село і Виступовичі сину ∞ Софія NN (*? — †?)
  - Криштоф (*прибл. 1640 — †1710) — чесник мінський. 
    - Іван (*прибл. 1700 — †1763) ∞ Катерина NN (*? — †?)
      - Андрій Іванович (*1722 — †1799) — 28 вересня 1774 р. змушений був продати Виступовичі овруцькому підсудку Антону Вечфінському, й переселитися в переселиться в Радомишльський повіт Київської губернії ∞ Маріанна Свєнціцька (*? — †?)
        - Іван Андрійович (*прибл. 1758 — †після 1830) — православний священник. Закінчив Мозирське церковне училище, з якого звільнився 9 березня 1783 р. Мешкав в с. Вітовці Сквирського повіту ∞ Євдокія Антонівна Мшанська (*? — †?)
          - Григорій Іванович (*1792 — †після 1865) — православний священник в с. Кирилівка Звенигородського повіту. В його родині близько восьми років жив Тарас Шевченко[4] ∞ Ксенія Григорівна Григорович (*? — †?)
            - Іван Григорович (*1818 — †?)
            - Ярослав Григорович (*1820 — †?)
            - Феодосія Григорівна (*1828 — †?)
            - Прокопій Григорович (*1830 — †?)
            - Олексій Григорович (*1832 — †?) — православний священник в с. Кирилівка ∞ Мотрона Фомичівна Фомкіна (*? — †?)
              - Митрофан Олексійович (*1859 — †?)
              - Павло Олексійович (*1863 — †1904)[5] ∞ Тамара Леонідівна NN (*? — †?)
                - Ніна Павлівна (*1892 — †1965)[6] ∞ Александер фон Шуберт (*? — †?)
                  - Марина Олександрівна (*1912 — †2001)[7] ∞ Франклін Л. Ешлі (*? — †?)

                - Марія Павлівна (*1896 — †?)
                - Валентин Павлович (*1894 — †?)

              - Георгій Олексійович (*1865 — †?)

            - Параскева Григорівна (*1838 — †?)
            - Євдокія Григорівна (*1818 — †?)

          - Феодосій Іванович (*? — †?) — диякон в с. Тетіїв Таращанського повіту ∞ Пульхерія Матвеєва (*? — †?)
            - Григорій Феодосійович (*1844 — †?) — від 15 вересня 1864 р. звільнений з духовного звання після закінчення семінарії для вступу до гражданської служби. До 19 грудня 1866 р; служив молодшим діловодом столу канцелярії Київського губернатора. 19 грудня 1866 вступив в службу Київського губернського дворянського зібрання. З 1868 р. отримав там посаду архіваріуса. З 1878 р. титулярний радник у відставці ∞ Олена Олексіївна Зименко (*1848 — †?) — донька купця другої гільдії
              - Олександр Григорович (*1866 — †1944)
              - Іван Григорович (*1867 — †?)
              - Надія Григорівна (*1869 — †?)
              - Михайло Григорович (*1871 — †1941) — колезький секретар. Після закінчення Лісового інституту був призначений молодшим таксатором корпусу лісничих в Сестрорецькому лісництві. Пізніше отримав посаду лісничого. Учасник Першої світової. Після Революції залишився на своїй посаді. В 1930 р. звільнений і виселений з дому за відмову сплавляти ліс по Сестрі-ріці в об'ємі що перевищує її можливості. Помер від голоду ∞ Олена Іванівна Ільїна (*1876 — †?) — балерина Імператорського театру
                - Костянтин Михайлович (*1903 — †1959) — радянський геолог, педагог. Першовідкривач Ковдорського родовища. Учасник Другої світової війни ∞ Анна Петрівна Єгорова (* 1906 — †1989)
                  - Олена Костянтинівна (*1926 — †1996) ∞ Микола Олексійович Клименко (*? — †?) — капітан 2-го рангу. Лауреат Ленінської премії[8]
                    - Іван Миколайович (*1949)
                      - Іван Іванович (*1989)
                      - Катерина Іванівна (*1991)

                  - Тетяна Костянтинівна (*1930 — †2006) — театральний художник ∞ Георгій Євгенович Морен (*? — †?) — артист театру

                - Наталья Михайлівна (*1907 — †1987) ∞ NN Ленчевський (*? — †?)
                - Ніна Михайлівна (*1907 — †1991) ∞ NN Васильєв (*? — †?)

              - Юрій Григорович (*? — †?)

            - Григорій Феодосійович (*? — †?) —

          - Матвій[9] Іванович (*? — †?)

        - Антон Андрійович (*1763 — †1836) — з 1791 р. православний священник Дивинської прихідської церкви ∞ Ксенія Ганкевич (*? — †?)
          - Петро Антонович (*1798 — †1828) — священник
          - Іван Антонович (*1800 — †після 1874) — закінчив відділення морально-політичних наук Московського університету. Служив в московському медичному департаменті. В 1858 р. — колезький асесор. Нагороджений Орденом Св. Анни ІІ і ІІІ ступенів. Автор праць «Исторический рассказ о литовском дворянстве» і «Очерк истории русского дворянства от половины IX до конца XVIII века. 862-1796»
          - Ігнатій Антонович (*1803 — †1842) — закінчив відділення морально-політичних наук Московського університету. Титулярний радник
          - Тимофій Антонович (*1805 — †1876) — закінчив медичний відділ Московського університету. Лікар Маріїнської лікарні, пізніше батальйонний лікар в дієвій армії, старший лікар та брацлавський повітовий лікар. Нагороджений Орденом Св. Анни ІІІ ст., срібною медаллю за штурм Варшави, польським знаком відмінності за військові заслуги. З 1852 р. — надвірний радник
          - Олександр Антонович (*1812 — †1855) — закінчив Медико-хірургічну академію. З 1834 р. батальйонний лікар Азовського піхотного полку. В 1837 р. — титулярний радник. Служив в кірасирському полку, Новоархангельському уланському полку. Учасник Кримської війни. Помер від отриманих ран
            - Євген Олександрович[ru] (*1851 — †?) — генерал-майор
              - Олександр Євгенович (*1877 — †1944) — радянський хімік-органік, академік АН СРСР з 1935 року ∞ Тетяна Іванівна Умнова (*? — †1948)
                - Євген Олександрович (*1907 — †1999) ∞ Віра Федорівна Матюх[ru] (*1910 — †2003)
                  - Олексій Євгенович[ru] (*1941)
                    - Петро Олексійович (*1969) — дизайнер відеоігор. Мешкає в Санкт-Петербурзі

                - Борис Олександрович (*1909 — †1968) — радянський хімік
                - Михайло Олександрович[ru] (*1918 — †1994) — радянський хімік-кристалограф, член-кореспондент АН СРСР (1974)

      - Василь Іванович (*1726 — †?)
        - Никифор Васильович (*? — †?)
        - Ігнатій Васильович (*? — †?)

### Київська гілка
Ігнатій Кошиць (*1784 — †1837) — священник в с. Малі Низгірці Махнівського повіту Київської губернії
- Андрій Ігнатович (*? — †?) священник в с. Малі Низгірці
  - Володимир Андрійович (*? — †?) — останній з родини Кошиців священник в с. Малі Низгірці
  - Анна Андріївна (*? — †?) ∞ NN Кисилевич (*? — †?) — диякон в Десятинній церкві
- Антоній Ігнатович (*1830 — †1898) — священник ∞ Євдокія Михайлівна Маяковська (*1836 — †1911)
  - Тетяна Антонівна (*? — †?)
  - Федір Антонович (*? — †?)
  - Дора Антонівна (*? — †?)
  - Олександр Антонович (*? — †?) ∞ Тетяна Омелянівна Георгієвська (*1892 — †1966)
  - Митрофан Антонович (*? — †?)
  - NN Антонівна (*? — †?)
  - NN Антонівна (*? — †?)
  - NN Антонович (*? — †?)
  - NN Антонович (*? — †?)

### Слобожанська гілка
Ігнатій Порай-Кошиць
- Володимир Гнатович (*1843 — †1892) — доктор медицини, колезький радник[10]
  - Борис Володимирович (* 1886 — †після 1943) — український художник-графік. Після війни емігрував у Німеччину[11]
  - Варвара Володимирівна (*? — †?) — науковий працівник Харківського ортопедичного інституту
  - Олена Володимирівна (*? — †?) — кореспондент іноземних мов